# Adscita mauretanica
Adscita mauretanica ist ein Schmetterling aus der Familie der Widderchen (Zygaenidae).

## Merkmale
Die Falter erreichen eine Vorderflügellänge von 8,5 bis 13,0 Millimeter bei den Männchen und 8,5 bis 12,3 Millimeter bei den Weibchen. Kopf, Thorax und Abdomen schimmern grün, blaugrün oder blau. Die letzten 8 Fühlersegmente sind plättchenartig und zu einem Schaft verschmolzen. Die Vorderflügeloberseite schimmert grün oder blaugrün bzw. grün mit schwachem Schimmer. Die Hinterflügeloberseite ist dunkel bräunlich grau und leicht transluzent. Die Flügelunterseiten sind bräunlich grau.
Die Valven der Männchen sind länglich, dorsal länger als ventral. Ein Fortsatz ist nicht vorhanden. Der Aedeagus ist kurz und kräftig und etwa 2,5 mal länger als breit. Auf der Vesica befinden sich zwei große Cornuti; einer ist kommaförmig, der andere ist nur schwach gebogen und nahezu gerade. Zusätzlich existiert ein kleiner gerader Cornutus, der allerdings häufig fehlt. Das 8. Sternit erreicht den hinteren Rand des Segments.
Bei den Weibchen ist das Ostium breit, groß und stark sklerotisiert. Auf der Präbursa gibt es mehrere Gruppen von Stacheln, die sich in Anzahl und Größe der Stacheln unterscheiden. Der transluzente und längs gefaltete Ductus bursae setzt im rechten Winkel an der Präbursa an. Das Corpus bursae ist eiförmig und transluzent. 
Das Ei ist gelblich grün. 
Die Raupen der Unterart A. m. wiegeli haben einen schwarzen Kopf und einen schwarzbraunen Körper. An den Seiten oder am Bauch sind sie grünlich oder gelblich weiß. Auf dem Rücken befindet sich eine feine, unterbrochene Mittellinie. Die Warzen auf dem Rücken sind schmutzig gelb, die Thorakalbeine sind dunkelbraun. Die Atemlöcher sind hellbraun und undeutlich. Die Bauchbeine und der Nachschieber haben die gleiche Färbung wie der Bauch. Die Raupen der Unterart A. m. mauretanica ähneln A. m. wiegeli, sie haben aber eine kräftige dunkelbraune Grundfärbung und hellgelbe Warzen. 
Die Puppe ist rötlich braun. Der Kokon ist stumpf spindelförmig und weiß bis bräunlich weiß. Er ist mit locker gesponnener Seide bedeckt, in die Bodenbestandteile und Streu eingearbeitet sind.

### Ähnliche Arten
In Nordafrika ist Adscita mauretanica die einzige Art mit keulenförmigen Fühlern. Bei den Männchen bilden die Segmente an der Fühlerspitze zahnartige Plättchen, bei den Weibchen sind die Segmente verdickt.

### Unterarten
Die Unterart A. m. mauretanica (Naufock, 1932) ist kleiner als die Unterart A. m. wiegeli. Die Fühler sind kürzer und bestehen aus 30 bis 39 Segmenten. Thorax und Abdomen fehlt die schimmernde Blaufärbung. Die Vorderflügeloberseite ist gelblich grün und schimmert charakteristisch. Die nominotypische Unterart wurde anhand von Exemplaren aus dem Rifgebirge in Marokko beschrieben. Eine weitere Unterart, A. m. meson, die von Dujardin 1973 beschrieben wurde, wird aktuell als lokale Gebirgsform der Unterart A. m. mauretanica betrachtet.
Die Unterart Adscita m. wiegeli (Alberti, 1973) ist größer als die Nominatunterart und hat längere Fühler, die aus 36 bis 41 Segmenten bestehen. Thorax und Abdomen schimmern blaugrün oder blau, der Vorderflügel ist glanzlos mattgrün.

## Verbreitung
Adscita mauretanica ist in Marokko und im Nordwesten Algeriens verbreitet. Die Nominatunterart A. m. mauretanica ist im Mittleren Atlas, im Rifgebirge und im Nordwesten Algeriens beheimatet und besiedelt trockene, offene Graslandschaften zwischen 1000 und 2200 Meter Höhe. Die Unterart Adscita m. wiegeli kommt im Hohen Atlas in Marokko vor und besiedelt feuchte bis nasse Graslandschaften mit Beständen der Futterpflanzen in 2000 bis 2900 Meter Höhe.

## Biologie
Bis zur Überwinterung leben die ersten Raupenstadien minierend in den Blättern der Futterpflanzen. Danach fressen sie auf den Blättern. Die Raupen verpuppen sich in einem Kokon am Boden. Die Art fliegt langsam und kommt manchmal sehr häufig vor. Zu den Raupenfutterpflanzen gehören Sonnenröschen-Arten (Helianthemum), an diesen lebt die Unterart A. m. mauretanica.  Die Unterart A. m. wigeli ist an Wiesen-Sauerampfer (Rumex acetosa subsp. atlanticus) zu finden. Die Falter fliegen im Rifgebirge und in niedrigeren Lagen des Mittleren Atlas ab Mai und im Hohen Atlas bis August.